# Hilarimorphidae
De Hilarimorphidae zijn een familie uit de orde van de tweevleugeligen (Diptera), onderorde vliegen (Brachycera). Wereldwijd omvat deze familie zo'n 2 genera en 36 soorten.

## Taxonomie
Geslacht Cretahilarimorpha Myskowiak, Azar & Nel, 2016
- Cretahilarimorpha lebanensis Myskowiak, Azar & Nel, 2016

Geslacht Hilarimorpha Schiner, 1860
- Hilarimorpha abuta Webb, 1974
- Hilarimorpha bumulla Webb, 1974
- Hilarimorpha californica Webb, 1974
- Hilarimorpha clavata Webb, 1974
- Hilarimorpha cunata Webb, 1974
- Hilarimorpha desta Webb, 1974
- Hilarimorpha ditissa Webb, 1975
- Hilarimorpha kena Webb, 1974
- Hilarimorpha lamara Webb, 1974
- Hilarimorpha lantha Webb, 1974
- Hilarimorpha loisae Webb, 1974
- Hilarimorpha mandana Webb, 1974
- Hilarimorpha mentata Webb, 1974
- Hilarimorpha mikii Williston, 1888
- Hilarimorpha modesta Webb, 1974
- Hilarimorpha obscura Bigot, 1887
- Hilarimorpha parva Webb, 1974
- Hilarimorpha pitans Webb, 1974
- Hilarimorpha punata Webb, 1974
- Hilarimorpha pusilla Johnson, 1923
- Hilarimorpha reparta Webb, 1974
- Hilarimorpha rivara Webb, 1975
- Hilarimorpha robertsoni Webb, 1974
- Hilarimorpha sidora Webb, 1974
- Hilarimorpha singularis Webb, 1974
- Hilarimorpha stena Webb, 1974
- Hilarimorpha tempa Webb, 1974
- Hilarimorpha ussuriensis Makarkin, 1992